# Драгољуб Симоновић
Драгољуб Симоновић (Београд, 8. јул 1959) је бивши српски политичар. Био је председник Општине Гроцка и члан Главног одбора Српске напредне странке.

## Биографија
.Завршио је средњу машинску школу, смер машински конструктор, као и Економски факултет, одсек за финансије, буџет и царине.
Драгољуб Симоновић је, као члан Српске радикалне странке, у периоду од 2003. године до 2008. године обављао функцију народног посланика у Народној скупштини Републике Србије, где је био члан скупштинског Одбора за саобраћај и везе, као и члан Одбора за дијаспору.
Од 2008. године обавља функцију председника Општинског одбора Српске напредне странке Гроцка.
Крајем 2012. године именован  за генералног директора ЈП Железнице Србије.

## Контроверзе
Новинар Милан Јовановић је од 2012. до 2018. године писао чланке о корупцији у ЈП Железнице Србије и малверзацијама Драгољуба Симоновића. У том периоду је поднео и шест кривичних пријава против Драгољуба Симоновића, али ни за једну није донета правосудна пресуда.
Новинар портала Жиг инфо Милан Јовановић, коме је запаљена кућа у децембру 2018. године, оптужио је председника општине Гроцка Драгољуба Симоновића да је наредбодавац тог напада..
Други основни суд у Београду је одбацио кривичну пријаву Драгољуба Симоновића који је тужио Јовановића за клевету..
Дана 25. јануара 2019. године Драгољуб Симоновић је ухапшен због сумње на подстрекивање паљења куће новинара Милана Јовановића.
Марта 2023. године осуђен је на казну затвора од пет година јер је подстрекивао друге окривљене да запале имовину новинара Јовановића.